# Ilha Chizumulu

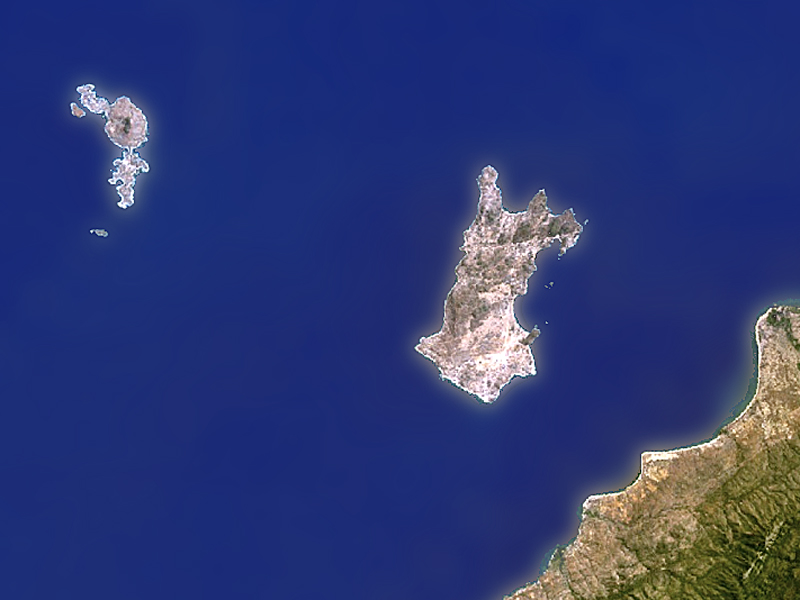
Imagem de satélite da ilha Likoma (direita) e da ilha Chizumulu (esquerda)

A Ilha de Chizumulu é a menor das duas ilhas no Lago Niasa, sendo a maior a vizinha ilha Licoma, que juntas formam o Distrito de Likoma. Ambas as ilhas ficam a poucos quilômetros de Moçambique e estão inteiramente rodeadas por águas territoriais moçambicanas, mas pertencem ao Maláui. São, portanto, exclaves do Malaui. Isso aconteceu porque as ilhas foram colonizadas por missionários anglicanos que se espalharam para o leste da Niassalândia, e não pelos portugueses que colonizaram Moçambique. Os britânicos originalmente reivindicaram todo o Lago Niassa, mas em 1954 assinaram um acordo com Portugal, que reconhecia o centro do lago como a fronteira entre suas propriedades e Moçambique, tornando essas ilhas um enclave.
Chizumulu pode ser alcançado de navio a vapor a partir do porto de Nkhata Bay, no continente do Maláui. O vapor MV Ilala que atravessa semanalmente o Lago Maláui para em Chizumulu. Barcos menores, incluindo dhows, cruzam o estreito entre Likoma e Chizumulu.
A ilha suporta uma população de cerca de 4.000 pessoas. Como Likoma, a ilha importa a maior parte de sua comida do continente. Há eletricidade na ilha das 6h às 22h (com intervalo entre 12h e 14h), e não há estrada. No entanto, há um caminho bem construído que contorna o lado de fora da ilha, que pode ser percorrido em cerca de três horas.
A ilha é composta por duas grandes colinas, com uma área mais plana ao sul. As plantações de mandioca cobrem grande parte das encostas inferiores dos morros, sendo as partes superiores florestadas. Muitos baobás estão presentes.
Os habitantes locais falam um dialeto Nkamanga, uma variedade de nianja.